# Puccinellia przewalskii
Puccinellia przewalskii är en gräsart som beskrevs av Nikolai Nikolaievich Tzvelev. Puccinellia przewalskii ingår i släktet saltgrässläktet, och familjen gräs. Inga underarter finns listade i Catalogue of Life.